# Courdimanche
Courdimanche és un municipi francès, situat al departament de Val-d'Oise i a la regió de Illa de França. L'any 2007 tenia 6.505 habitants.
Forma part del cantó de Vauréal, del districte de Pontoise i de la Comunitat d'aglomeració de Cergy-Pontoise.

## Demografia

### Població
El 2007 la població de fet de Courdimanche era de 6.505 persones. Hi havia 2.320 famílies, de les quals 553 eren unipersonals (300 homes vivint sols i 253 dones vivint soles), 423 parelles sense fills, 1.087 parelles amb fills i 257 famílies monoparentals amb fills.
La població ha evolucionat segons el següent gràfic:
Habitants censats

### Habitatges
El 2007 hi havia 2.463 habitatges, 2.369 eren l'habitatge principal de la família, 14 eren segones residències i 79 estaven desocupats. 1.398 eren cases i 1.058 eren apartaments. Dels 2.369 habitatges principals, 1.362 estaven ocupats pels seus propietaris, 961 estaven llogats i ocupats pels llogaters i 46 estaven cedits a títol gratuït; 132 tenien una cambra, 349 en tenien dues, 480 en tenien tres, 533 en tenien quatre i 875 en tenien cinc o més. 2.083 habitatges disposaven pel capbaix d'una plaça de pàrquing. A 1.239 habitatges hi havia un automòbil i a 906 n'hi havia dos o més.

### Piràmide de població
La piràmide de població per edats i sexe el 2009 era:
| Homes | Edats   | Dones |
| ----- | ------- | ----- |
| 0     | 95 o +  | 0     |
| 0     | 90 a 94 | 0     |
| 4     | 85 a 89 | 16    |
| 8     | 80 a 84 | 8     |
| 16    | 75 a 79 | 12    |
| 40    | 70 a 74 | 20    |
| 20    | 65 a 69 | 44    |
| 36    | 60 a 64 | 32    |
| 80    | 55 a 59 | 72    |
| 172   | 50 a 54 | 96    |
| 208   | 45 a 49 | 208   |
| 244   | 40 a 44 | 312   |
| 324   | 35 a 39 | 264   |
| 312   | 30 a 34 | 296   |
| 228   | 25 a 29 | 332   |
| 180   | 20 a 24 | 148   |
| 196   | 15 a 19 | 208   |
| 352   | 10 a 14 | 284   |
| 372   | 5 a 9   | 276   |
| 232   | 0 a 4   | 232   |

## Economia
El 2007 la població en edat de treballar era de 4.735 persones, 3.686 eren actives i 1.049 eren inactives. De les 3.686 persones actives 3.443 estaven ocupades (1.776 homes i 1.667 dones) i 242 estaven aturades (98 homes i 144 dones). De les 1.049 persones inactives 191 estaven jubilades, 637 estaven estudiant i 221 estaven classificades com a «altres inactius».

### Ingressos
El 2009 a Courdimanche hi havia 2.347 unitats fiscals que integraven 6.583 persones, la mediana anual d'ingressos fiscals per persona era de 23.313 €.

### Activitats econòmiques
Dels 132 establiments que hi havia el 2007, 1 era d'una empresa extractiva, 2 d'empreses alimentàries, 1 d'una empresa de fabricació d'altres productes industrials, 13 d'empreses de construcció, 19 d'empreses de comerç i reparació d'automòbils, 7 d'empreses de transport, 4 d'empreses d'hostatgeria i restauració, 12 d'empreses d'informació i comunicació, 6 d'empreses financeres, 5 d'empreses immobiliàries, 38 d'empreses de serveis, 16 d'entitats de l'administració pública i 8 d'empreses classificades com a «altres activitats de serveis».
Dels 22 establiments de servei als particulars que hi havia el 2009, 1 era una gendarmeria, 2 tallers de reparació d'automòbils i de material agrícola, 1 autoescola, 2 paletes, 4 fusteries, 1 lampisteria, 3 electricistes, 1 perruqueria, 1 veterinari, 2 restaurants, 2 agències immobiliàries i 2 salons de bellesa.
Dels 6 establiments comercials que hi havia el 2009, 1 era un supermercat, 2 botiges de menys de 120 m², 2 fleques i 1 una fleca.
L'any 2000 a Courdimanche hi havia 3 explotacions agrícoles.

## Equipaments sanitaris i escolars
Els 2 equipaments sanitaris que hi havia el 2009 eren farmàcies.
El 2009 hi havia 2 escoles maternals i 3 escoles elementals. Courdimanche disposava d'un col·legi d'educació secundària amb 610 alumnes.

## Poblacions més properes
El següent diagrama mostra les poblacions més properes.